# Schweizer Billie-Jean-King-Cup-Mannschaft
|                                             |
| Teilnahmen der Schweizer Fed-Cup-Mannschaft |

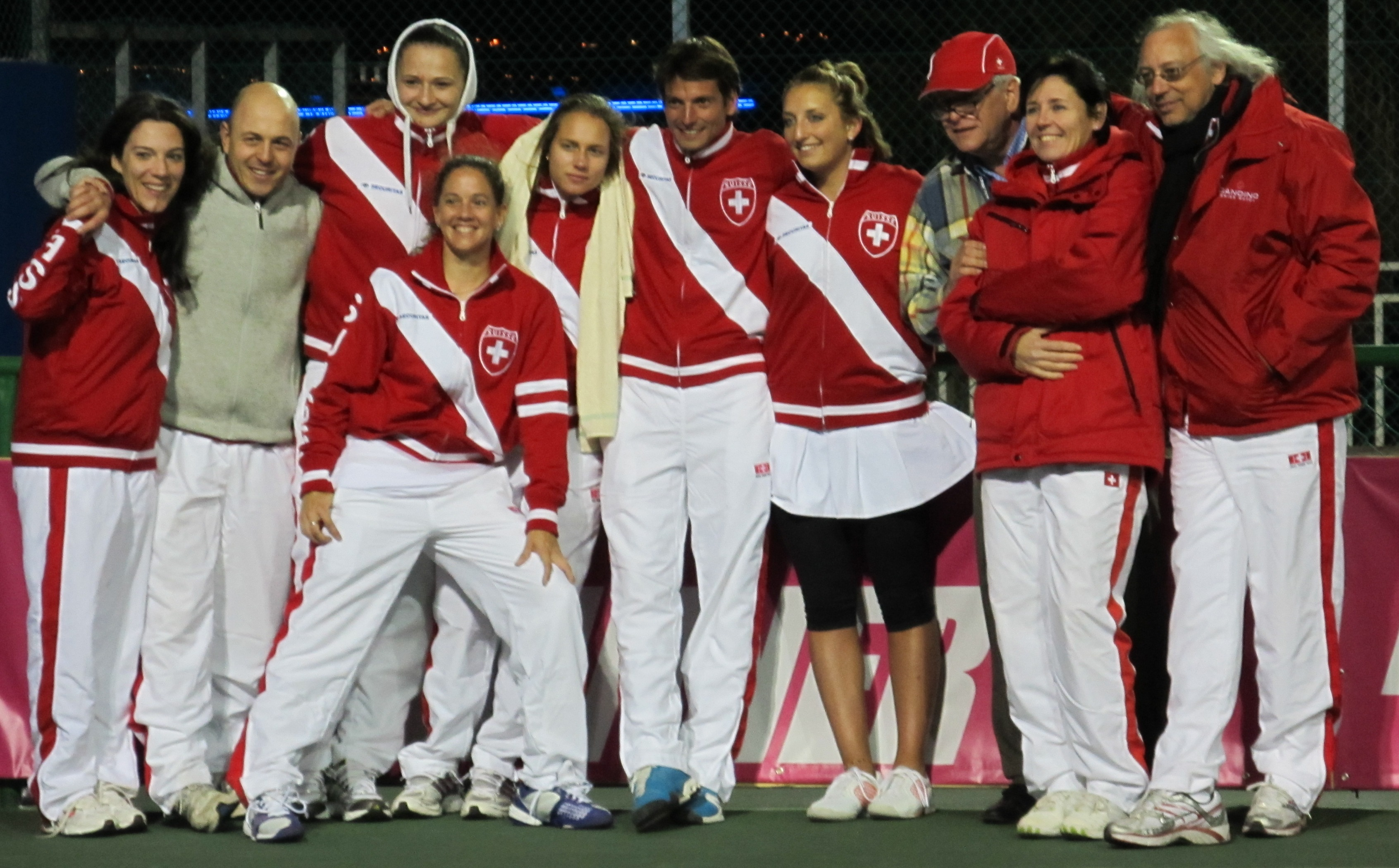
Team der Schweiz 2011 in Eilat

Die Schweizer Billie-Jean-King-Cup-Mannschaft ist die Tennisnationalmannschaft der Schweiz, die im Billie Jean King Cup eingesetzt wird. Der Billie Jean King Cup (1963 bis 1995 Federation Cup, 1996 bis 2020 Fed Cup) ist der wichtigste Wettbewerb für Nationalmannschaften im Damentennis, analog dem Davis Cup bei den Herren.

## Geschichte
Erstmals am Billie Jean King Cup teilgenommen hat die Schweiz im Jahr 1963. Das Team erreichte das Endspiel 1998 und 2021. 2022 konnte der Cup erstmals gewonnen werden. Infolge dieses Sieges übernahm die Schweiz im April 2023 erstmals die Spitze der Nationenwertung. Auch bei den Männern war die Schweiz nie zuvor die Nr. 1 des Rankings.

## Teamchefs (unvollständig)
- Roy Sjogren, 1992–1993
- François Fragnière, 1994
- Melanie Molitor, 1995–1998
- Urs Mürner, 1999
- Jakob Hlasek, 2000–2001
- Annemarie Rüegg, 2002, 2005
- Zoltán Kuhárszky, 2003–2004
- Severin Lüthi, 2005–2007
- Christiane Jolissaint, 2008 bis Februar 2012
- Heinz Günthardt, seit März 2012[2]

## Spielerinnen der Mannschaft (unvollständig)
(Stand: 11. Februar 2018)
| Spielerinnen      | Einsätze | Einsätze | Einsätze   |
| Spielerinnen      | erster   | letzter  | Bilanz S/N |
| ----------------- | -------- | -------- | ---------- |
| Timea Bacsinszky  | 2004     | 2018     | 28:21      |
| Belinda Bencic    | 2012     | 2018     | 11:6       |
| Viktorija Golubic | 2014     | 2018     | 4:5        |
| Martina Hingis    | 1995     | 2017     | 29:7       |
| Xenia Knoll       | 2015     | 2015     | 0:1        |
| Sarah Moundir     | 2010     | 2010     | 2:1        |
| Romina Oprandi    | 2013     | 2013     | 3:1        |
| Amra Sadikovic    | 2009     | 2013     | 7:6        |
| Patty Schnyder    | 1996     | 2011     | 50:22      |
| Jil Teichmann     | 2018     | 2018     | 1:0        |
| Stefanie Vögele   | 2005     | 2014     | 6:14       |